# Wasserstraßen- und Schifffahrtsamt Uelzen
Das Wasserstraßen- und Schifffahrtsamt Uelzen (WSA Uelzen) war ein Wasserstraßen- und Schifffahrtsamt in Deutschland. Es gehörte zum Dienstbereich der Generaldirektion Wasserstraßen und Schifffahrt, vormals Wasser- und Schifffahrtsdirektion Mitte.
Das Wasserstraßen- und Schifffahrtsamt Uelzen war Nachfolger der früheren drei Neubauämter in Lüneburg und Uelzen zum Bau des Elbe-Seitenkanals von 1968 bis 1976. Es wurde am 1. Februar 1978 gegründet. Durch die Zusammenlegung der Wasserstraßen- und Schifffahrtsämter Minden, Braunschweig und Uelzen ging es am 5. Februar 2020 im neuen Wasserstraßen- und Schifffahrtsamt Mittellandkanal / Elbe-Seitenkanal auf. 
Das Wasserstraßen- und Schifffahrtsamt Uelzen betrieb im Rahmen der Öffentlichkeitsarbeit am Schiffshebewerk Lüneburg zwei Besucherplattformen und ein Infozentrum.

## Zuständigkeitsbereich

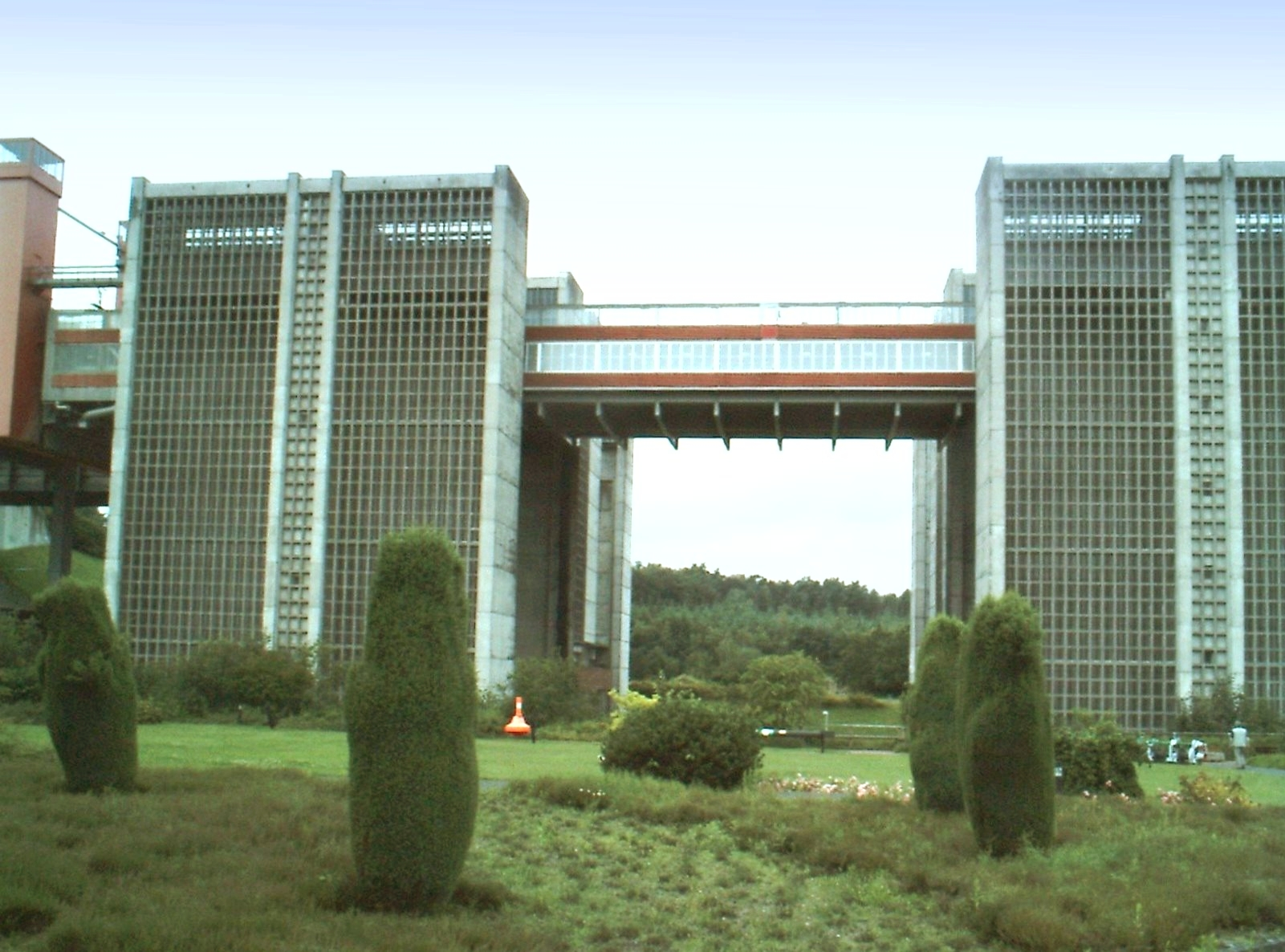
Schiffshebewerk Lüneburg

Modell der Schleuse Sülfeld

Das Wasserstraßen- und Schifffahrtsamt Uelzen war zuständig für die Bundeswasserstraßen Elbe-Seitenkanal und den östlichen Teil des Mittellandkanals von der Schleuse Sülfeld am Mittellandkanal-km 230,2 in der Nähe von Wolfsburg bis zum Wasserstraßenkreuz Magdeburg-Rothensee.

## Aufgabenbereich
Zu den Aufgaben des Wasserstraßen- und Schifffahrtsamtes Uelzen gehörten:
- Unterhaltung der Bundeswasserstraßen im Amtsbereich
- Betrieb und Unterhaltung baulicher Anlagen wie z. B. Schleusen und Brücken
- Betrieb und Unterhaltung des Schiffshebewerks Lüneburg
- Aus- und Neubau
- Unterhaltung und Betrieb der Schifffahrtszeichen
- Messung von Wasserständen
- Übernahme strom- und schifffahrtspolizeilicher Aufgaben.

## Außenbezirke
Zum Wasserstraßen- und Schifffahrtsamt Uelzen gehörten Außenbezirke in Vorsfelde, Wittingen, Uelzen und Haldensleben sowie der Bauhof Scharnebeck.

## Kleinfahrzeugkennzeichen
Den Kleinfahrzeugen im Bereich des ehemaligen Wasserstraßen- und Schifffahrtsamtes Uelzen wurden Kleinfahrzeugkennzeichen mit der Kennung UE zugewiesen.